# Dendropemon picardae
Dendropemon picardae är en tvåhjärtbladig växtart som beskrevs av Krug & Urb.. Dendropemon picardae ingår i släktet Dendropemon och familjen Loranthaceae. Inga underarter finns listade i Catalogue of Life.